# Zanjan
Zanjan este un oraș din Iran.

## Personalități născute aici
- Narges Mohammadi (n. 1972), activistă, Premiul Nobel pentru Pace.